# Cineac-Bijenkorf
Cineac Bijenkorf, ook wel Cineac NRC geheten, was een bioscoop in Rotterdam, gelegen naast De Bijenkorf.

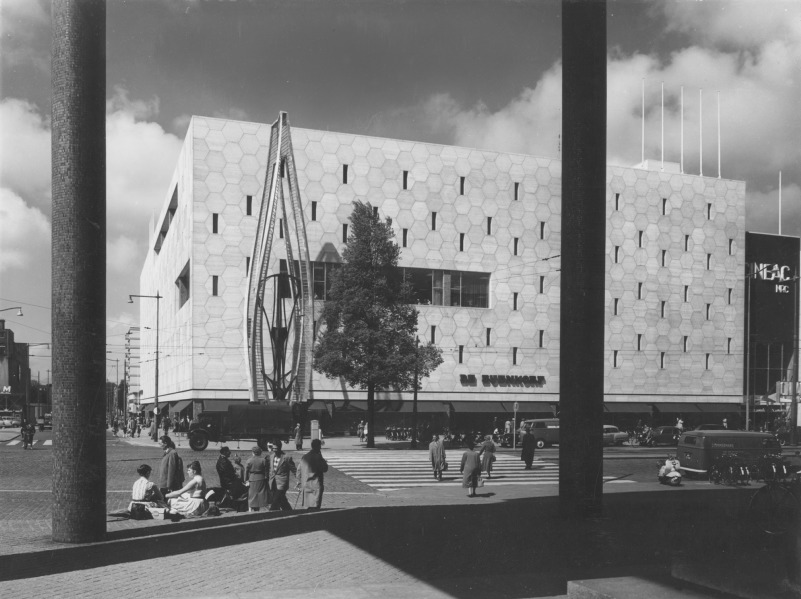
De Coolsingel met warenhuis de Bijenkorf en bioscoop Cineac-NRC, links de Van Oldenbarneveltstraat, gezien vanaf het bordes van de Beurs.

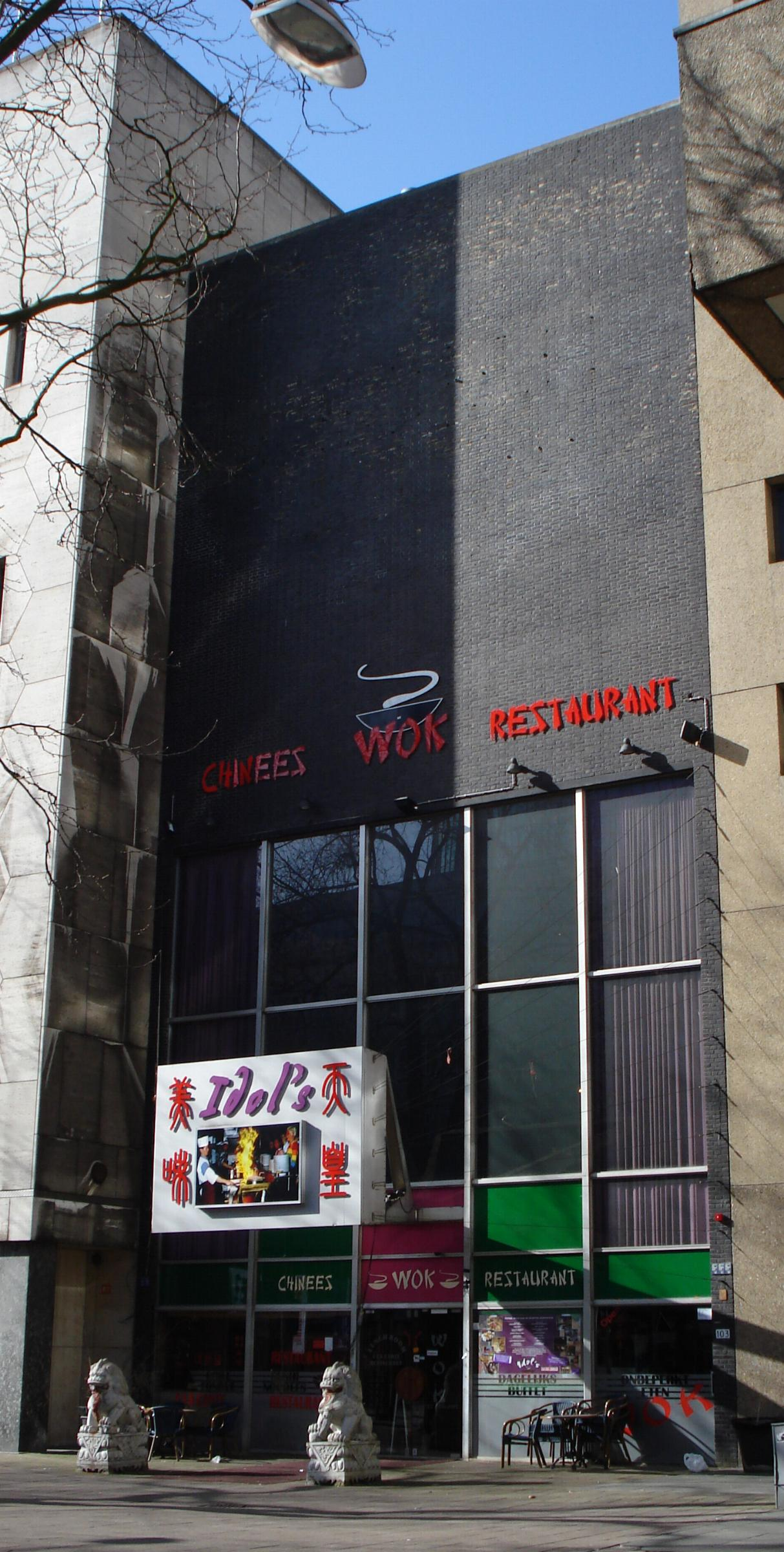

Nadat het Cineac NRC theater aan de overkant van de Coolsingel was verwoest in het bombardement van 1940, werd deze bioscoop tijdelijk gehuisvest in het Beursgebouw, totdat Cineac NRC naar de overkant van de Coolsingel verhuisde in een nieuw pand met 572 zitplaatsen ontworpen door M. Breuer, gelegen naast De Bijenkorf. Het theater werd uitgebaat door de Cineac N.V., die diverse bioscopen exploiteerde in Rotterdam, Amsterdam en Den Haag, merendeels zogenaamde journaaltheaters. Dit waren bioscopen waar meestal doorlopende voorstellingen werden gegeven: bezoekers konden op ieder moment binnen lopen en zagen dan een programma met actualiteiten (filmjournaals), korte documentaires en tekenfilms.
In 1978 werd de exploitatie overgenomen door Tuschinski Theaters N.V. en in 1989 sloot de bioscoop. Tot 2020 was er een restaurant in het pand gevestigd. De sporen van de letters 'cineac' zijn nog altijd te zien op de gevel.